# Campeonato Paraibano de Futebol de 2024 - Terceira Divisão
O Campeonato Paraibano de Futebol de 2024 da Terceira Divisão foi a 4 ª edição do torneio de futebol equivalente ao terceiro nível na pirâmide do futebol do estado da Paraíba, cuja organização e realização coube à Federação Paraibana de Futebol (FPF). O Conselho Técnico da competição foi realizado em 2 de outubro de 2024 juntamente com a FPF e representantes dos clubes participantes, no qual foi definido o formato de disputa, a tabela e as datas da competição.
O torneio ocorreu em quatro datas com início em 30 de novembro e término em 15 de dezembro de 2024, tendo contado com a participação de quatro clubes, no qual o campeão e o vice se classificaram à Segunda Divisão de 2025. O atual campeão do torneio era o Cruzeiro-PB, que havia vencido a temporada 2023, contudo não disputou o campeonato por ter sido promovido e disputado a Segunda Divisão de 2024.
A partida final foi transmitida pelo Jornal da Paraíba e ocorreu no Estádio Inácio José Feitosa, o municipal de Monteiro, consagrando o primeiro título do Miramar, ao bater nos pênaltis o escrete do Serrano, que disputou o campeonato em parceria com o clube Socremo, tradicional equipe do cariri paraibano. Os dois clubes finalistas já haviam garantido vaga na Segunda Divisão da temporada seguinte por terem alcançado a final.

## Transmissão
Um acordo realizado entre a Federação Paraibana, os clubes e o Jornal da Paraíba assegurou a transmissão gratuita de jogos do campeonato via streaming do Jornal da Paraíba, iniciando a sequência de transmissão das partidas com o confronto envolvendo Femar e Miramar, pela primeira rodada da primeira fase. A partida entre as equipes do Femar e Serrano-PB também teve cobertura do Jornal da Paraíba, além da final envolvendo Serrano e Miramar que também teve transmissão pelo mesmo meio de comunicação.

## Regulamento
O regulamento da competição foi semelhante ao da última edição, em que o certame foi disputado em duas fases: primeira fase (fase classificatória) e final. Na primeira fase, os quatro clubes jogam entre si em partida de ida (turno único), ao final da fase, os dois melhores colocados se classificaram para a final e já estavam garantidos na Segunda Divisão de 2025.
Na fase final, as equipes se enfrentaram também em jogo único com mando de campo para a equipe de melhor campanha na fase anterior, não havendo prorrogação, a decisão do título seria através de cobranças de pênaltis.

### Critérios de desempate
Na primeira fase, o principal critério de classificação utilizado para apontar a posição dos clubes na tabela foi a pontuação total obtida com as partidas, mas caso dois ou mais clubes terminasse a etapa empatados na pontuação total, a posição deles seria definida observando os seguintes critérios de desempate:
1. Maior número de vitórias;
2. Maior saldo de gols;
3. Maior número de gols pró;
4. Menor número de cartões vermelhos recebidos;
5. Menor número de cartões amarelos recebidos;
6. Sorteio.

## Participantes
O Perilima, um dos rebaixados na edição da Segunda Divisão de 2023 não participou do torneio, o outro rebaixado no mesmo torneio foi o Sabugy que disputou a Terceira Divisão ao lado de outros três clubes participantes, os quais formam um grupo com quatro candidatos na disputa, sendo eles:
| Baixa | Equipes rebaixadas da Segunda Divisão de 2023 |

| Equipe                | Cidade      | Campanha em 2023 | Títulos        |
| Femar Futebol Clube   | Bayeux      | 3º lugar         | 0 (não possui) |
| Miramar Esporte Clube | Cabedelo    | Não disputou     | 0 (não possui) |
| Sabugy Futebol Clube  | Santa Luzia | 9° lugar (B)     | 0 (não possui) |
| Socremo Serrano       | Monteiro    | 4° lugar         | 0 (não possui) |

## Técnicos
| Equipe          | Técnico                         |
| --------------- | ------------------------------- |
| Femar           | Evaldo Ferreira (primeira fase) |
| Miramar         | Douglas Andrade (1ª—3ª e final) |
| Sabugy          | Pablo Oliveira (primeira fase)  |
| Socremo Serrano | Jairo Santos (1ª—3ª e final)    |

## Primeira Fase
| Pos | Equipe          | Pts | J | V | E | D | GP | GC | SG | Classificação                       |
| --- | --------------- | --- | - | - | - | - | -- | -- | -- | ----------------------------------- |
| 1   | Socremo Serrano | 9   | 3 | 3 | 0 | 0 | 7  | 2  | +5 | Final e vaga na 2.ª Divisão de 2025 |
| 2   | Miramar         | 6   | 3 | 2 | 0 | 1 | 5  | 4  | +1 | Final e vaga na 2.ª Divisão de 2025 |
| 3   | Sabugy          | 3   | 3 | 1 | 0 | 2 | 5  | 5  | 0  |                                     |
| 4   | Femar           | 0   | 3 | 0 | 0 | 3 | 1  | 7  | −6 |                                     |

### Partidas
A tabela básica dos confrontos na primeira fase foi definida por meio de sorteio e divulgada pela Federação Paraibana em 2 de outubro, contendo as partidas das três rodadas da primeira fase. Uma segunda tabela, mais detalhada, contendo os horários e locais das partidas foi divulgada no dia 21 de novembro, com os dias e horários de algumas partidas sendo alteradas em 2 de dezembro.
Primeira rodada
| 30 de novembro | 19:00 | Socremo Serrano | 2–1 | Sabugy | Municipal, Monteiro |

| 3 de dezembro | 15:00 | Femar | 0–2 | Miramar | Lourival Caetano, Bayeux |

Segunda rodada
| 7 de dezembro | 17:00 | Sabugy | 3–0 (W.O.) | Femar | José Cavalcanti, Patos |

| 7 de dezembro | 20:00 | Socremo Serrano | 3–0 | Miramar | Municipal, Monteiro |

Terceira rodada
| 10 de dezembro | 15:00 | Femar | 1–2 | Socremo Serrano | Lourival Caetano, Bayeux |

| 10 de dezembro | 15:00 | Miramar | 3–1 | Sabugy | Municipal, Cabedelo |

## Final
A final foi decidida em jogo único com mando de campo para a equipe de melhor campanha na primeira fase, e após empate no tempo regulamentar, não houve prorrogação, com a decisão do título ocorrendo através de cobranças de pênaltis.
| 15 de dezembro | Socremo Serrano | 1–1 | Miramar | Municipal, Monteiro |
| 16:30          |                 |     |         |                     |

|  |     | Penalidades |
|  | 3–4 |             |